# Чехово (курорт)
Че́хово, Санаторий им. А. П. Чехова — климатокумысолечебный курорт в селе санатория имени Чехова Альшеевского района Башкортостана. Предназначался для лечения больных туберкулёзом лёгких. Функционировал в 1900—2009. В 1901 здесь отдыхал Чехов А. П.
Располагался в 150 км юго-западнее Уфы, в 12 км от ж.‑д. ст. Аксёново.
Курорт расположен на склонах Бугульминско-Белебеевской возвышенности на высоте 280 м. С юго-запада к нему примыкает большой массив смешанного леса. Климат местности умеренно континентальный. Зима умеренно-холодная, средняя температура января составляет −15 °C. Лето тёплое, сухое с преобладанием солнечной погоды. Средняя температура июля +19 °C. Годовое количество осадков не превышает 400 мм. Основные природные лечебные факторы — климат и кумыс.
Основан как Андреевская кумысолечебница (санаторий), с 1920-х гг. — им. А. П. Чехова, с 1927 сезонная государственная здравница, в 1941—45 на территории санатория располагался госпиталь эвакуационный № 4045, после Великой Отечественной, в конце 1940-х гг. — противотуберкулёзная кумысолечебница, с 1960 современное название, с 1990-х гг. МУП.